# Raúl Fernández Valverde
Pour les articles homonymes, voir Raúl Fernández.
Raúl Omar Fernández Valverde est un footballeur péruvien né le 6 octobre 1985 à Lima (Pérou). Il évolue au poste de gardien de but au sein de l'Atlético Grau en Liga 1.

## Biographie

### Carrière en club
Surnommé Superman, Raúl Fernández se fait un nom à Universitario de Deportes, son club formateur, au sein duquel il remporte le championnat du Pérou en 2009.
Le 15 novembre 2010, il est annoncé à l'OGC Nice pour une durée de quatre ans. Il sera néanmoins prêté six mois à son club d'origine, avant de prendre la place de doublure à l'OGC Nice en remplacement de Lionel Letizi, ce dernier mettant un terme à sa carrière. Le 10 janvier 2013, il trouve un accord à l'amiable avec le club niçois pour la résiliation de son contrat qui expirait en juin 2015. Il signe dans la foulée pour le FC Dallas.
Il rentre au Pérou dès 2015 et joue successivement pour son ancien club (l'Universitario de Deportes) jusqu'en 2018, l'Universidad César Vallejo en 2019 et le Deportivo Binacional depuis 2020.

### Carrière en équipe nationale
International péruvien à 29 reprises entre 2008 et 2014, Raúl Fernández participe notamment à la Copa América 2011 où son pays se hisse à la 3e place. Il a également l'occasion de disputer les tours préliminaires de qualification à la Coupe du monde en 2010 (deux matchs) et 2014 (sept matchs).

## Palmarès
| Universitario de Deportes - Championnat du Pérou (1) : - Champion : 2009. - Tournoi d'ouverture (2) : - Champion : 2008-A et 2016-A. |  | Pérou - Copa América : - Troisième : 2011. |